# Selenops nigromaculatus
Espèce
Synonymes
- Selenops santibanezi Valdez-Mondragón, 2010

Selenops nigromaculatus est une espèce d'araignées aranéomorphes de la famille des Selenopidae.

## Distribution
Cette espèce est endémique d'Oaxaca au Mexique,.

## Description
Le mâle décrit par Crews en 2011 mesure 13,20 mm. La femelle décrite par Valdez-Mondragón en 2010 mesure 12,0 mm.

## Publication originale
- Keyserling, 1880 : Die Spinnen Amerikas, I. Laterigradae. Nürnberg, vol. 1, p. 1-283 (texte intégral).